# Leptoneta kernensis
Leptoneta kernensis là một loài nhện trong họ Leptonetidae.
Loài này thuộc chi Leptoneta. Leptoneta kernensis được Eugène Simon miêu tả năm 1910.